# Benito Manuel Agüero
Benito Manuel Agüero – hiszpański malarz barokowy, kontynuator stylu Velazqueza. Specjalizował się w malarstwie pejzażowym.